# Крайва (комуна)
Крайва (рум. Craiva) — комуна у повіті Арад в Румунії. До складу комуни входять такі села (дані про населення за 2002 рік):
- Корой (134 особи)
- Крайва (634 особи) — адміністративний центр комуни
- Кішлака (733 особи)
- Мереуш (327 осіб)
- Рогоз-де-Беліу (183 особи)
- Стойнешть (185 осіб)
- Сусаг (388 осіб)
- Телмач (55 осіб)
- Чунтешть (187 осіб)
- Шіад (292 особи)

Комуна розташована на відстані 400 км на північний захід від Бухареста, 68 км на північний схід від Арада, 125 км на захід від Клуж-Напоки, 108 км на північний схід від Тімішоари.

## Населення
За даними перепису населення 2002 року у комуні проживали 3118 осіб.
Національний склад населення комуни:
| Національність | Кількість осіб | Відсоток |
| -------------- | -------------- | -------- |
| румуни         | 2789           | 89,4%    |
| цигани         | 260            | 8,3%     |
| українці       | 63             | 2,0%     |
| угорці         | 4              | 0,1%     |
| турки          | 1              | < 0,1%   |
| серби          | 1              | < 0,1%   |

Рідною мовою назвали:
| Мова       | Кількість осіб | Відсоток |
| ---------- | -------------- | -------- |
| румунська  | 2826           | 90,6%    |
| циганська  | 225            | 7,2%     |
| українська | 65             | 2,1%     |
| угорська   | 2              | 0,1%     |

Склад населення комуни за віросповіданням:
| Релігія        | Кількість осіб | Відсоток |
| -------------- | -------------- | -------- |
| православні    | 2541           | 81,5%    |
| баптисти       | 218            | 7,0%     |
| п'ятдесятники  | 156            | 5,0%     |
| римо-католики  | 117            | 3,8%     |
| адвентисти     | 34             | 1,1%     |
| не релігійні   | 3              | 0,1%     |
| греко-католики | 1              | < 0,1%   |
| мусульмани     | 1              | < 0,1%   |